# مانويل ميسياس سيلفا كارفالهو
مانويل ميسياس سيلفا كارفالهو (بالبرتغالية: Manoel Messias Silva Carvalho‏) (26 فبراير 1990 بباكابال في البرازيل - ) هو لاعب كرة قدم برازيلي في مركز الدفاع. لعب مع أتلتيكو باراناينسي ونادي كروزيرو.

## روابط خارجية
- مانويل ميسياس سيلفا كارفالهو على موقع اتحاد تركيا (لاعب) (الإنجليزية)
- مانويل ميسياس سيلفا كارفالهو على موقع قاعدة بيانات كرة القدم.إي يو (الإنجليزية)
- مانويل ميسياس سيلفا كارفالهو على موقع Soccerway.com (الإنجليزية)
- مانويل ميسياس سيلفا كارفالهو على موقع AS.com (الإسبانية)